# 关东州赛马
关东州赛马指的是關東州日本统治時期的赛马业。具体而言，包括1945年之前在关东州范围内，以及1937年之前在满铁附属地内由日本法人兴办的赛马业。
日本对关东州的租借始于日俄战争胜利之后。日本人首先在关东州的大连开设了赛马场，之后在满铁附属地和关东州各处开设了其他10处赛马场，包括奉天、安东、旅顺、长春（新京)、公主岭、金州、鞍山、抚顺、开原、辽阳:445-447:290,305。在1935年时营业的关东州系赛马场有7处:803，这7处赛马场中，奉天、安东、鞍山、抚顺4处位于满铁附属地，因此在1937年满铁附属地行政权转交给满洲国时，在行政上也转由满洲国政府管理。大连、旅顺、金州三处关东州境内的赛马场一直由关东州管理，直到1945年日本战败。
日本内地的赛马由农林省管理，而关东州的赛马由关东州当局和陆军管理。关东州的赛马业最初遵照日本国内法律，但受关东军马政战略的影响加入了选育军马的因素，而在关东军独断管理关东州的时代，关东州的赛马与日本内地呈现了截然不同的形态。赛马主要使用产于满洲地区的马种，一部分混有阿拉伯马血统，而禁止纯种马参赛；赛马必须是雌马，禁止骟马和雄马参赛。1940年以后，位于关东州的3处赛马场也脱离了日本法律的管辖，转以满洲国的赛马法管理，较日本内地赛马更具赌博性。
1932年至1945年满洲国存在期间由满洲国兴办的赛马事业（包括上述移交的赛马场）不在本条目内记述。
1924年，奉天赛马场曾引起中日间外交纠纷，使得日本陆军和外务省之间矛盾激化，為促使关东军独断行事的契机之一。

## 背景

### 中国境内的赛马业
在日俄战争之前，中国境内已经有一些外国人开办的赛马场。英国人在上海和天津:181,182:287，俄国人在哈尔滨:520、海拉尔、满洲里:416开设了赛马场，营口也有欧美和日本人合办的赛马场。此外，直至1900年左右，俄国人在旅顺也有赛马活动:287。
最早在1917年，有人鉴于英国人所办赛马的盛况，计划在关东州兴办赛马业，但当时并未得到日本政府许可。:287

### 日本境內的赛马业
日本境内最早的赛马场在幕末时代的1862年建立于横滨外国人居留地。而日本政府最早引入赛马是在明治政府的欧化政策时期，当时把赛马看作西洋文化的一部分进行仿效。1880年，有栖川宫、大隈重信等发起了日本赛马俱乐部（日本レース倶楽部），此后在横滨根岸建设了日本人的首个赛马场，即横滨赛马场。1884年，日本政府在上野的不忍池畔设立了赛马场，明治天皇亲临，并且邀请了各国宾客。:44,45
而在义和团之乱、日俄战争之后，日本政府认识到本国军马的品质和数量皆落后于西方列强，故而着手改良军马品种。政府在内阁之下设置了直属的马政局，制定了30年期的第一次马政计划。而马政不仅为军事服务，也能用于民间产业。马政局将赛马业看作马种改良的工具之一，同时也将赌马（发售马券）看作收入的手段之一。这一时期，日本国内各地纷纷成立了赛马会（競馬会）。随着马券的销售额增大，优胜者的奖金也提高，激励了赛马所有者改善马种的意愿，种马价格也随之上升。因为有利可图，更多的技术人员投身于马种改良事业。陆军也积极参与，令现役军官出场赛马并给予资助，以磨练骑兵技能。:45
然而日俄战争以后日本社会阶级矛盾加剧，治安恶化。1908年10月，天皇颁布戊申诏书，谕令全国“上下一心、忠实勤俭自强”。马政局随之发布了禁止贩售马券的通牒，终止了“马券默许时代”。1923年，《竞马法》制定，马券的贩售再次成为合法行为。:46:178,179

### 关东军的赛马战略
当时军马主要用于骑兵、大炮拖曳、辎重运输等目的。日本陆军经历过甲午战争（日清战争）、义和团之乱、日俄战争之后，体会到日本国产马素质的贫弱。甚至有西洋军人嘲笑日本军队“骑着状似马的动物”、“军马并非家畜而是野兽”。日本陆军因此大为苦恼:62。而在1918至1922年的西伯利亚干涉中，日军认识到了蒙古马对恶劣气候的耐性和强韧性，于是开始制定基于蒙古马的马政计划:183,184。
大连早期的赛马中有很多来自上海、天津的英国赛马场的“转战马”，但后来销声匿迹。英国人的赛马中常用骟马，而关东军意图借助赛马选育军马，故而令关东州的赛马仅使用满洲产的雌马；关东军也禁止使用纯种马，因为纯种马虽然在竞赛中速度快，并不适于军用。掌控关东州的关东军和满铁合议以满洲产的雌马为赛马，这是因为育种所需雄性种马数量较少（每匹每年可以配种100匹以上），而雌马的需求量要大得多，故而需要大量选拔良种雌马。而雄马也可以使用英格兰阿拉伯混种马来杂交改良品种。:183-190
每年由关东军、关东州政府和满铁在满洲地区和内蒙古购入良种雌马（每匹价约150-220日元）。关东军购入的马，以抽签的形式分配给马主购买（抽签马）。关东军对每匹抽签马都支付补助金，典型的金额为50日元，该金额随年度变化，最低时30日元，最高时90日元:291-296。关东军、关东州政府和满铁所支付的补助金来自赛马的营业收入。故而可以看作关东州当局从参与赌马的人手里获取资金，补助马主购入赛马；而退役赛马则可以用于繁育，由关东州（关东军）提供种马。由于参赛雌马限定为当地马种，自然也能排除不适于军用的纯种马进入繁育流程。不过，当地品种的雌马和军方提供的种马所繁育的杂交马因为符合军方的育种目的，自然是允许参赛的:183-190。
当时日本内地的赛马并未完全排除纯种马。因为马主和赌马者自然希望善于竞速的纯种马参赛，而陆军在内地的影响力不足以禁绝纯种马。陆军在自己主导的关东州和满洲国则能够贯彻在赛马中排除纯种马的策略。

## 历史

### 初期
1919年3月，在日本国内禁售马券的情况下，辽东竞马俱乐部的牛丸润亮在帝国议会提交《滿洲競馬法制定方請願》，提案制定满洲竞马法。该提案获得了时任关东厅事务总长杉山四五郎的支持。1920年4月，该提案提交贵族院和众议院两院，5月1日决议通过。但规定不发售一般意义上的马券，对中奖者应给予商品代金券作为奖励。:181,182:288
关东州最早的赛马活动和马券发行始于1920年7月。由关东军和满铁支持的大连乘马会在大连的老虎滩建成了跑道周长320米的赛马场，进行了花竞马并发售了每张1日元，最高奖金比率为5倍的马券。同年9月大连乘马会也举办了另一场花竞马。此时的赛马活动尚不成熟。:288
1920年，辽东竞马俱乐部在大连的周水子设立了周长1英里，宽15間（约27.3米）的跑道，进行赛马活动。当时发售的入场券有三种，都附带马券：价格分别为3日元、5日元、11日元，附带马券1张、2张、5张。马券销售额2万日元，主办方获取销售额中的30%的作为收益。辽东竞马俱乐部在此后持续举办赛马。:288,289
1923年，满蒙马匹改良协会在大连老虎滩赛马场举办赛马，3天内的销售额为23万日元。在满蒙马匹改良协会支持下，民众乘马俱乐部还在大连星浦建设了周长800米的赛道，举办赛马，4天内的销售额为27万5千日元。此时期大连的3处赛马场中，老虎滩赛马场过于狭小，而周水子赛马场离市中心太远，故而此后大连赛马一般以星浦为主。:288,289这一时期大连还有其他的筹备中的赛马团体:290。

### 扩张期

#### 奉天赛马场纠纷

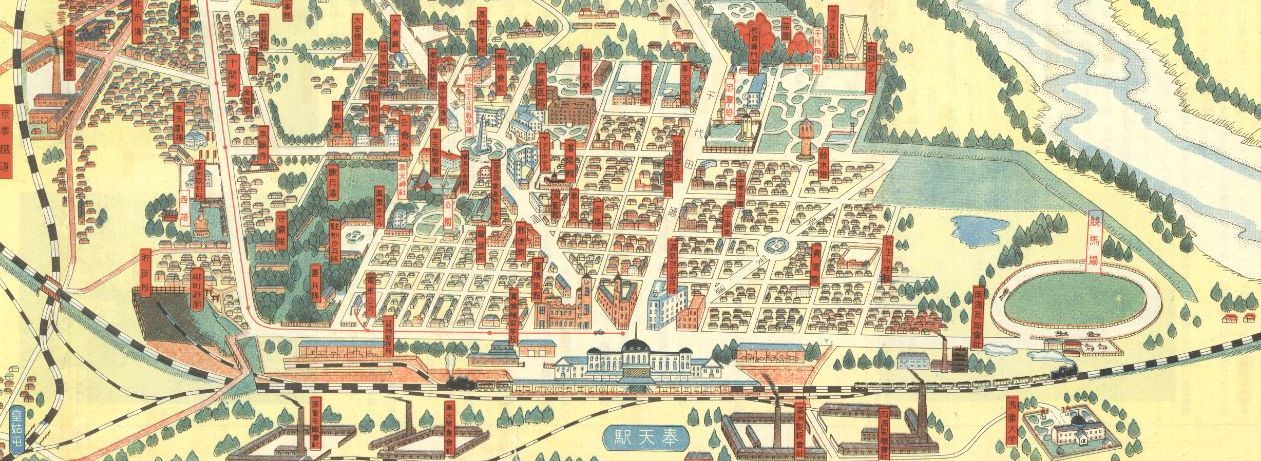
绘于1930年代的《奉天名所图绘》中的满铁附属地。图中右侧的标注为“競馬場”的椭圆形跑道即砂山竞马场

1922年时，奉天曾有中国人兴办赛马，但遭统治奉天的张作霖禁止，其人也被逮捕。当时有日本人意欲购买马券，也因违背日本禁止赌博的官宪而被阻止。1923年，有日本人团体获取了关东厅的许可，在奉天满铁附属地弥生町建设了周长1,000米的赛道，开办了非正式的赛马（花竞马）。该花竞马不发售马券，代之以“福券”，也就是不以奖金而以实物作为猜中者奖赏，以规避法律禁制:434,435。
在1923年关东州政府允许营利赛马事业之后，1924年日本人向日本驻奉天总领事馆提交了设立社团法人奉天竞马俱乐部的申请:434,435。虽然关东厅掌管满铁附属地的行政权，但当时满铁附属地在国际法上地位并不明确，故而满铁附属地的日本人被日本政府视为在国外的日本人，由外务省下属的领事馆管辖:190-198。1924年6月，领事馆认可社团法人的建立，7月，奉天竞马俱乐部的第一次赛马在满铁附属地弥生町的赛场举行。此后奉天竞马俱乐部在铁道西侧、满铁附属地之外设立了赛马场。由于满铁附属地之外无可争议地属于中华民国管辖，该赛马场引起了中国官方的不满。中国和日本的警官发生了冲突，关东军也因此出动，引发了外交问题。该越境建设的赛马场也在半年后被关闭。而奉天竞马俱乐部则迁回了弥生町马场，此后又在满铁附属地内建设并迁移到葵町赛马场，最终于1932年在砂山建设了砂山竞马场，并再次迁移:434,435:190-198。

#### 日本陆军和外务省的矛盾
鉴于满铁附属地在法律上地位的不明确以及满铁附属地境外赛马场纠纷事件，关东厅在1925年向驻奉天总领事馆提交了《关于不依据竞马法而许可赛马一事》（競馬法二拠ラサル競馬許可二関スル件）文书。关东厅考虑到1924年时总领事馆许可奉天竞马俱乐部的建立，发出了“为了对抗中国方面的干涉，关东厅准许奉天竞马俱乐部不依据竞马法开展赛马活动”的通知。而外务省则主张不激化和中华民国之间的外交矛盾。时任外务大臣币原喜重郎也是国际协调派的人物。奉天总领事吉田茂主张以中日合资运营奉天赛马场的方式解纠纷，然而考虑到日本刑法禁止赌博而无法将此构想付诸实施。:190-198
到了1927年，关东州当局和外务省的矛盾激化。外务省认为，日本的竞马法是刑法的附属法，因此是属人法，对满铁附属地是适用的。而关东州在满铁附属地的行政权仅限于警察，此外的行政权不归属关东州；在外交事务上外务省拥有处理权限。关东州方面认为竞马法是行政法的附属法，因此对满铁附属地不适用，而且对于满铁附属地不应适用国内法律，因此应当将关东州的竞马令扩展适用到满铁附属地。关东厅、关东军、满铁力图在满洲扩大权益，不惜引发外交纠纷，因此与外务省对立。:190-198
1927年4月，对中国持强硬态度的田中义一担任首相并兼任外务大臣。1928年，中日之间又发生了哈尔滨赛马场纠纷，中华民国政府查封了当时完全由日本控制的赛马场，最终建立了中、日、俄合资的哈尔滨万国赛马会来经营哈尔滨赛马场。被此事激怒的田中义一决定令相对温和的外务省不再过问满铁附属地赛马场问题，将满铁附属地的赛马场管理权限交给关东州当局。:198-202

### 全盛期
1929年，关东州方面在安东建设了赛马场:451。1931年6月开始发售附带抽奖的、称为“摇彩票”的入场券，使参与者大增。此后的1931年在鞍山、1932年在旅顺、长春、公主岭、开原、辽阳也建设了赛马场:290,305:445-447。之后在金州和抚顺也建设了赛马场:803。这些赛马场依据管理方式分为两类，“公认竞马”为由关东局直接管理的大连、奉天（砂山）和安东赛马场，其余各赛马场由各地日本警察管理，称为“地方竞马”:185。
1934年时新京（原长春）的赛马场改为满洲国立新京赛马场。开原、辽阳、公主岭的赛马场不再见于资料，可以推断已不再运营。1935年时由关东州管理的赛马场有旅顺、大连、金州、抚顺、鞍山、奉天（砂山）、安东共7处:803。
1934至1937年间奉天同时存在满洲国立的北陵赛马场和关东州管理下的日本社团法人奉天竞马俱乐部所营运的砂山赛马场。1937年，奉天砂山竞马场的业务被抚顺竞马场合并，在抚顺新建了与满洲国立赛马场规模相类的大赛马场，此后的活动迁移于此。:178

### 结局

#### 转让满铁附属地赛马场
1937年，随着日本在满洲国的治外法权撤销，关东州当局将位于满洲国（满铁附属地）境内的赛马场转让给满洲国经营。满洲国管理下的赛马不受日本赛马法律关于博彩性的限制，不限马券单价、不限中奖倍率、未成年人也可参与。满洲国赛马强烈的博彩性质能够吸引更多人和资金参与，能够给改良军马品种的活动提供更大的便利，更符合关东军的利益。此后这些转让的赛马场也如关东军所愿，发展良好。:202-204:179-182

#### 关东州境内实行满洲国赛马法律

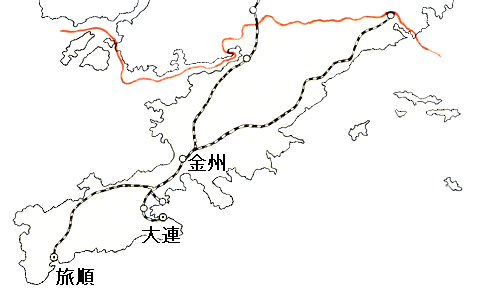
1937年以后关东州境内的3座赛马场，分别位于大连、旅顺和金州

1937年以后，关东州所管理的赛马场只剩余大连、旅顺、金州三处。在这三处赛马场仍然执行日本赛马法律。由于在博彩性上与满洲国境内的赛马相较劣势明显，1937年后的经营陷入了困境。关东州的从业者于是向关东局请愿，最终在1940年起使关东州的赛马业脱离了日本法律的管制，尽管并非满洲国境内，仍以满洲国的赛马法律管理。此后关东州的赛马也取消了马券单价、中奖倍率、参与年龄等限制，增强了博彩性。:202-204:179-182

## 赛马俱乐部

### 大连竞马俱乐部
1923年，日本政府颁布《竞马法》，重新允许马券的发售。关东州也发布了相关敕令，各赛马团体整合，成立了社团法人大连竞马俱乐部。:181
大连竞马俱乐部在1923年10月、11月在周水子赛马场举办了2次赛马，由于周水子离市区过远，此后在星浦建设了周长1英里的赛马场，并以此为活动场所:288,289。星浦赛马场南侧为盐田，东侧为河流入海口，早期因为整备不足，受涨潮和强风影响，场地被海水侵蚀。之后场地经过了翻修，并设置了可以容纳4,000人的看台:185,186。

#### 赛事
大连赛马每年固定有2场赛马会，此外有临时举办的赛马会。赛马所主要使用的“满洲马”在血统上是外蒙古以及内蒙古海拉尔地区的蒙古马的后代。大部分的赛马由赛马协会购入，马主以抽签的形式选择马匹购入（抽签马）。1932年获得奖金最多的5匹马中有4匹是抽签马。自1924年起允许马主自行购买赛马，这类自购赛马早期主要是产自外蒙古和海拉尔，后期随着关东州内部品种改良的进展，多为本地产。关东州的赛马原则上仅限雌马参赛，仅在1928-1930年间有少量骟马参赛。:291-296
竞赛形式有2种，除了常见的骑手骑乘的赛马，还有轻驾车赛（单人马车赛马）。骑乘赛马赛程主要为1,200米到2,400米，以1,600米者为多；轻驾车赛的赛程主要为2,200米到4,000米，以3,200米者为多。根据1932年的数据统计，轻驾车赛场数占总场数的十分之一以下:291-296。轻驾车赛所使用的马中也有日本内地产的改良马:68。
在1933年时，大连竞马俱乐部在籍骑手39名，多半为日本九州人。同时其奉天、安东等地的骑手构成也类似。:291-296

#### 经营
大连赛马业从1923年起保持了成长的态势。以下为1923年起10年间的数据。
| 大连赛马的运营数据（1923－1932年）:297,298 | 大连赛马的运营数据（1923－1932年）:297,298 | 大连赛马的运营数据（1923－1932年）:297,298 | 大连赛马的运营数据（1923－1932年）:297,298 | 大连赛马的运营数据（1923－1932年）:297,298 | 大连赛马的运营数据（1923－1932年）:297,298 | 大连赛马的运营数据（1923－1932年）:297,298 | 大连赛马的运营数据（1923－1932年）:297,298 |
| 年                                         | 赛马会次数                                 | 赛马会日数                                 | 赛马场数                                   | 参赛马匹数                                 | 入场人次                                   | 马券销售额（日元）                         | 赛马奖金总额（日元）                       |
| ------------------------------------------ | ------------------------------------------ | ------------------------------------------ | ------------------------------------------ | ------------------------------------------ | ------------------------------------------ | ------------------------------------------ | ------------------------------------------ |
| 1923                                       | 2                                          | 8                                          | 96                                         | 242                                        | 9,352                                      | 162,015                                    | 26,270                                     |
| 1924                                       | 3                                          | 12                                         | 142                                        | 283                                        | 22,598                                     | 411,290                                    | 41,976                                     |
| 1925                                       | 4                                          | 16                                         | 196                                        | 307                                        | 46,688                                     | 583,451                                    | 43,615                                     |
| 1926                                       | 4                                          | 16                                         | 208                                        | 351                                        | 53,563                                     | 609,087                                    | 62,320                                     |
| 1927                                       | 4                                          | 16                                         | 219                                        | 375                                        | 49,939                                     | 668,607                                    | 61,380                                     |
| 1928                                       | 4                                          | 16                                         | 225                                        | 426                                        | 51,806                                     | 677,621                                    | 69,505                                     |
| 1929                                       | 4                                          | 22                                         | 314                                        | 545                                        | 45,039                                     | 956,799                                    | 88,910                                     |
| 1930                                       | 4                                          | 24                                         | 346                                        | 582                                        | 48,309                                     | 1,109,560                                  | 95,585                                     |
| 1931                                       | 4                                          | 24                                         | 336                                        | 582                                        | 69,644                                     | 1,213,755                                  | 104,775                                    |
| 1932                                       | 4                                          | 30                                         | 425                                        | 849                                        | 117,291                                    | 1,622,505                                  | 143,650                                    |

当时日本内地为了限制赛马的赌博性，马券单价设定为5日元到20日元，对于普通百姓来说是难以负担的开销；而每场比赛每人只能投注一票，最高奖的奖金为投注金额的10倍:113。关东州的赛马直至1940年，也与日本内地一样，马券单价5日元到20日元（1924年为例外，最高为10日元）:297,298。
然而关东军认为政府限制赛马的赌博性，阻碍了赛马业的发展，与自己改良军马品种的目的相违背。因而关东军在自己所控制的满洲国制定了比日本内地更加宽松的赛马法律，对马券不做限制。而关东州的赛马最终也在1940年脱离了日本法律的制约，改为适用满洲国的赛马法律。:173-182
自1931年起，关东州出现了附带彩票的入场券，售价3日元的入场券最高可中奖4万日元:297,298。彩票的出现将很多原本对赛马欠缺兴趣的人也吸引到赛马场:203。自1931年起关东州赛马业的销售额和利润飞速成长:297,298。参与赌马的中国民众逐渐增多，在人数上与日本人大致相等:141。

### 奉天竞马俱乐部

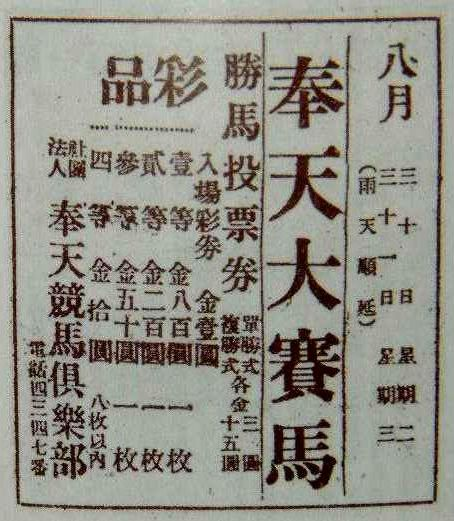
奉天竞马俱乐部刊登的广告

奉天竞马俱乐部建立于1924年。建立初期使用的赛马场在满铁附属地弥生町。其后奉天竞马俱乐部在满铁附属地以西越境建设了新的赛马场。作为运营于满铁附属地的日本社团法人，奉天竞马俱乐部无权在满铁附属地以外运营赛马，故而引发了中日间的外交纠纷。该赛马场随之被关闭，半年后奉天竞马俱乐部迁回弥生町的赛马场。此后又在满铁附属地葵町建设了赛马场并迁移至此。最终在1932年于满铁附属地南部的砂山（当时并未规划为町）建设了砂山竞马场，自此以砂山竞马场为运营场地，直至1937年与抚顺的竞马俱乐部合并，迁移至抚顺的新赛马场。:434,435:190-198:178
1932年时，奉天竞马俱乐部有会员82人，其中日本人73人，中国人6人，其他外国人3人。每年举办5到6次赛马，一般每次为期6天，每天开赛12场。参赛马匹全部为俱乐部所购买、提供的抽签马，限定为满蒙产雌马，体高不得超过56英寸（142.2厘米）。:428

### 安东竞马俱乐部
建立于1929年的安东赛马场是关东州所建设的第3个赛马场，也是最后一个由关东州直接管理的赛马场，由“安东竞马俱乐部”运营:279。1931年发售摇彩票作为入场券后，其经营态势良好。安东位于满洲国和朝鲜（当时是日本领土）的界河鸭绿江边，所以当地和对岸的朝鲜人是主要的参与者。参与赌马的客人中朝鲜人、日本人、中国人的比例大约是6:3:1。竞马会会员100人中92人是日本人，朝鲜人和中国人共8人；骑手24人中2人为朝鲜人，21人为日本人。这21名日本骑手中九州人有13人。赛马以满蒙产雌马为限，体高不得超过55英寸（139.7厘米）。每年定期召开赛马会4次，每次持续6日，每日开赛14场。:441-444